# Guayabetal (ort)
Guayabetal är en ort i Colombia.   Den ligger i departementet Cundinamarca, i den centrala delen av landet, 50 km sydost om huvudstaden Bogotá. Guayabetal ligger 1 087 meter över havet och antalet invånare är 2 017.
Terrängen runt Guayabetal är huvudsakligen bergig, men den allra närmaste omgivningen är kuperad. Guayabetal ligger nere i en dal. Runt Guayabetal är det ganska tätbefolkat, med 120 invånare per kvadratkilometer. Guayabetal är det största samhället i trakten. I omgivningarna runt Guayabetal växer i huvudsak städsegrön lövskog.